# Klaus Riekemann
Klaus Riekemann (* 19. Mai 1940 in Dorsten) ist ein ehemaliger Ruderer aus der Bundesrepublik Deutschland, der 1960 Olympiasieger im Vierer mit Steuermann wurde.
Der Ruderer vom RC Germania Düsseldorf siegte 1958 und 1959 bei der Europameisterschaft zusammen mit Hans-Joachim Berendes und Hans-Dieter Maier im Zweier mit Steuermann. 1959 wurde die Crew auch Deutscher Meister. 
Für die innerdeutsche Qualifikation zu den Olympischen Spielen 1960 stieg er in den Vierer. In der Besetzung Gerd Cintl, Horst Effertz, Riekemann, Jürgen Litz und Steuermann Michael Obst konnte sich das Team aus Düsseldorf durchsetzen und fuhr zu den Spielen.
Bei der Regatta auf dem Albaner See erreichte das Boot sowohl im Vorlauf als auch im Zwischenlauf die schnellste Zeit. Im Finale konnte sich das Team gegen das französische Boot durchsetzen und gewann Gold.
1961 wurde Riekemann noch einmal Deutscher Meister im Vierer ohne Steuermann.
Riekemann erhielt für seine sportlichen Leistungen am 8. Oktober 1960 das Silberne Lorbeerblatt.